# Bobby Reynolds
Bobby Reynolds (født 17. juli 1982 i Cape Rod, Massachusetts USA) er en amerikansk tennisspiller, der blev professionel i 2003. Han har, pr. maj 2009, vundet en enkelt ATP-doubleturnering, men har fortsat sin første single-titel til gode.
Reynolds er 183 cm. høj og vejer 77 kilo.